# NK Slobodnica
NK Slobodnica je nogometni klub iz Slobodnice. U sezoni 2021./22. se natječu u MŽNL Slavonski Brod-Požega.

## Povijest
NK Slobodnica je od 1991. do 1996. nastupala u 3. HNL, kada se uspijeva plasirati u 2. HNL. Klub je u 2. HNL opstao samo sezonu 1996./97., kada završava na 12. (od 16) mjestu 2. HNL – Istok i ispada u 3. HNL – Istok. Tamo nastupa od sezone 1997./98., a sezonu 2003./04. završava na posljednjem 16. mjestu i ispada u 1. ŽNL Brodsko-posavska, gdje nastupa u sezonama 2004./05. (4. rang HNL-a),  2005./06. (4. rang),  2006./07. (5. rang), 2007./08. (5. rang) i 2008./09. (5. rang), kada se uspijeva plasirati u viši rang - 4. HNL – Istok. Već prvu sezonu 2009./10. završava na 2. mjestu i plasira se u 3. HNL – Istok. Sezonu 2010./11. završava na 16. (od 18) mjestu, a 2011./12. na 11. (od 16), kada zbog loše financijske situacije istupa iz 3. HNL i vraca se u 1. ŽNL Brodsko-posavska. Tamo nastupa 3 sezone: 2012./13. (4. rang), 2013./14. (4. rang) i 2014./15. (5. rang), kada ispada u 2. ŽNL Brodsko-posavska, što je najslabiji rezultat kluba unazad četrdesetak godina. 
U sezoni 2017./18. (6. rang) klub ulazi s novom upravom i trenerom i velikim ambicijama. U sezoni 2018./19. (6. rang) Slobodnica osvaja 1. mjesto i vraća se u 1. ŽNL Brodsko-posavska. U sezoni 2019./20. (5. rang) osvaja 12. (od 14) mjesto, a u sezoni 2020./21. (5. rang) osvaja 1. mjesto u 1. ŽNL Brodsko-posavska – Zapad i nakon doigravanja se plasira u MŽNL Slavonski Brod-Požega.